# الصدر (حبيش)

تعديل مصدري - تعديل

الصدر هي إحدى قرى عزلة الصدر بمديرية حبيش التابعة لمحافظة إب، بلغ تعداد سكانها 470 نسمة حسب تعداد اليمن لعام 2004.